# Jaera sarsi
Jaera sarsi is een pissebed uit de familie Janiridae. De wetenschappelijke naam van de soort is voor het eerst geldig gepubliceerd in 1936 door Valkanov.